# Талія Маллкві
Талія Джиган Маллкві Пече (ісп. Thalia Jihann Mallqui Peche; нар. 11 травня 1987) — перуанська борчиня вільного стилю, чемпіонка та триразова бронзова призерка Панамериканських чемпіонатів, срібна призерка Панамериканських ігор, чотириразова чемпіонка та срібна призерка чемпіонатів Південної Америки.

## Біографія
Боротьбою почала займатися з 2004 року. Виступає за спортивний клуб «Team Ludus» з Ліми.

## Спортивні результати на міжнародних змаганнях

### Виступи на Чемпіонатах світу
| Змагання                        | Збірна | Вагова категорія | Місце |
| ------------------------------- | ------ | ---------------- | ----- |
| Чемпіонат світу з боротьби 2013 | Перу   | 48 кг            | 13    |
| Чемпіонат світу з боротьби 2015 | Перу   | 48 кг            | 14    |

### Виступи на Панамериканських чемпіонатах
| Змагання                                   | Збірна | Вагова категорія | Місце  |
| ------------------------------------------ | ------ | ---------------- | ------ |
| Панамериканський чемпіонат з боротьби 2008 | Перу   | 48 кг            | Бронза |
| Панамериканський чемпіонат з боротьби 2013 | Перу   | 48 кг            | Золото |
| Панамериканський чемпіонат з боротьби 2014 | Перу   | 48 кг            | Бронза |
| Панамериканський чемпіонат з боротьби 2015 | Перу   | 48 кг            | Бронза |
| Панамериканський чемпіонат з боротьби 2016 | Перу   | 53 кг            | 8      |

### Виступи на Панамериканських іграх
| Змагання                  | Збірна | Вагова категорія | Місце  |
| ------------------------- | ------ | ---------------- | ------ |
| Панамериканські ігри 2015 | Перу   | 48 кг            | Срібло |

### Виступи на Чемпіонатах Південної Америки
| Змагання                                    | Збірна | Вагова категорія | Місце  |
| ------------------------------------------- | ------ | ---------------- | ------ |
| Чемпіонат Південної Америки з боротьби 2011 | Перу   | 48 кг            | Золото |
| Чемпіонат Південної Америки з боротьби 2012 | Перу   | 48 кг            | Золото |
| Чемпіонат Південної Америки з боротьби 2013 | Перу   | 48 кг            | Срібло |
| Чемпіонат Південної Америки з боротьби 2014 | Перу   | 48 кг            | Золото |
| Чемпіонат Південної Америки з боротьби 2016 | Перу   | 53 кг            | Золото |

### Виступи на Південноамериканських іграх
| Змагання                       | Збірна | Вагова категорія | Місце |
| ------------------------------ | ------ | ---------------- | ----- |
| Південноамериканські ігри 2014 | Перу   | 48 кг            | 5     |

### Виступи на інших змаганнях
| Змагання                                                                 | Збірна | Вагова категорія | Місце  |
| ------------------------------------------------------------------------ | ------ | ---------------- | ------ |
| Олімпійський кваліфікаційний турнір з вільної боротьби 2008 (Едмонтон)   | Перу   | 48 кг            | 18     |
| Гран-прі Іспанії з боротьби 2012                                         | Перу   | 48 кг            | 10     |
| Cerro Pelado International 2013                                          | Перу   | 48 кг            | Срібло |
| Боліваріанські ігри 2013                                                 | Перу   | 48 кг            | Срібло |
| Кубок Гранми 2014                                                        | Перу   | 48 кг            | Бронза |
| Кубок Бразилії 2014                                                      | Перу   | 48 кг            | Срібло |
| Кубок Гранми 2015                                                        | Перу   | 48 кг            | 5      |
| Олімпійський кваліфікаційний турнір з вільної боротьби 2016 (Фріско)     | Перу   | 48 кг            | 8      |
| Олімпійський кваліфікаційний турнір з вільної боротьби 2016 (Улан-Батор) | Перу   | 48 кг            | 17     |
| Олімпійський кваліфікаційний турнір з вільної боротьби 2016 (Стамбул)    | Перу   | 48 кг            | 18     |